# Salinas Espartinas
Las Salinas Espartinas son un yacimiento arqueológico del municipio español de Ciempozuelos, en la Comunidad de Madrid. Cuenta con el estatus de bien de interés cultural.
Las Salinas Espartinas fueron el lugar del descubrimiento del mineral thenardita.

## Descripción
Las Salinas Espartinas se localizan al sur del término municipal de Ciempozuelos, al pie de los escarpes yesíferos de la margen derecha del Jarama, en el valle de Valdelachica que transcurre en dirección oeste-este, a lo largo de unos 2 kilómetros, contados desde su cabecera en la cota de 605 metros hasta la de 495 metros de su punto más bajo, donde se abre a la vega de Jarama.

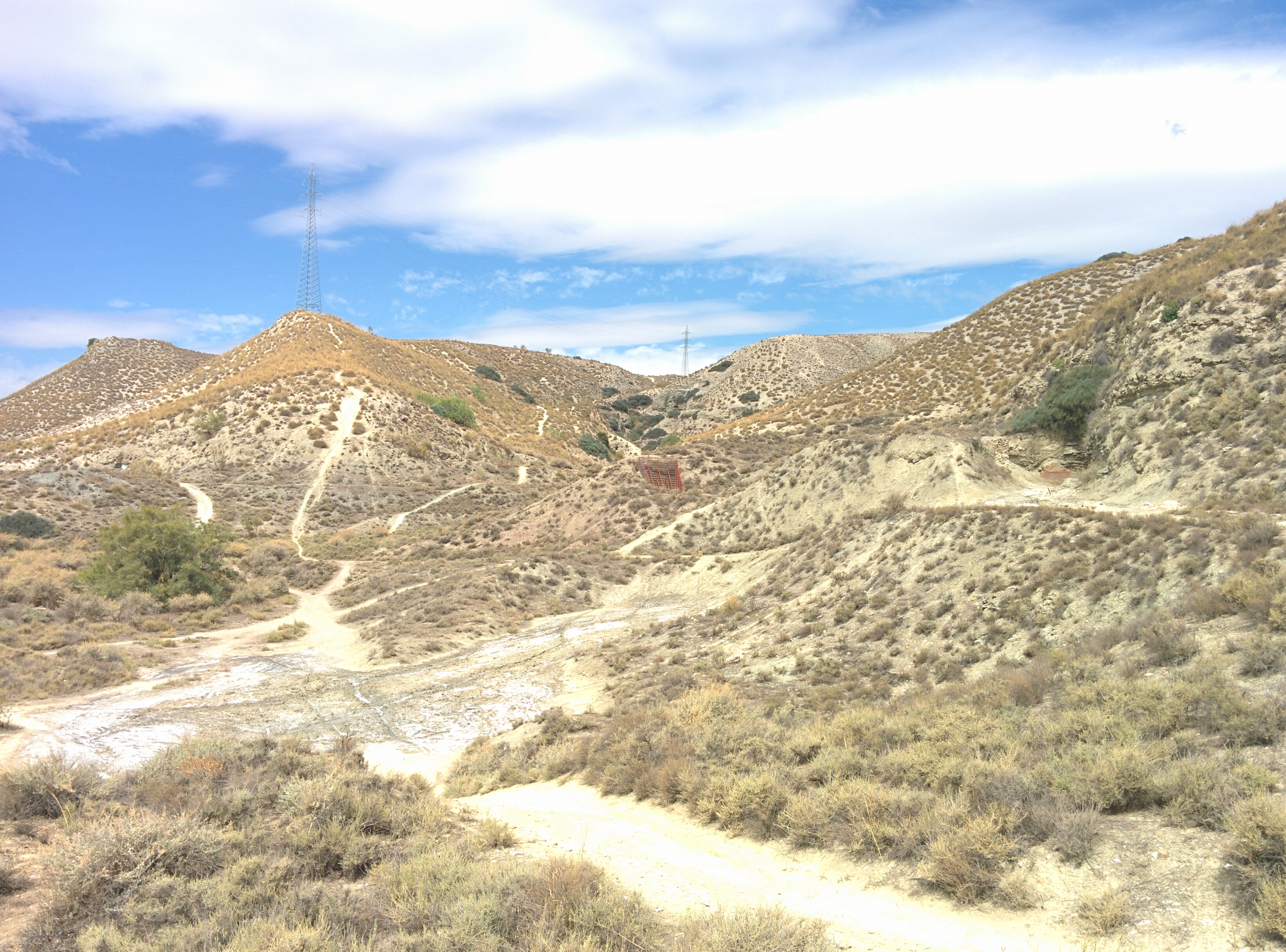
Entorno

El barranco de Valdelachica constituye un eje que vertebra un conjunto de yacimientos arqueológicos relacionados, en su mayor parte, con la explotación de la sal y que muestran una especial intensidad, tanto en la cabecera como en la salida de dicho barranco. En 2006, se conocían quince yacimientos arqueológicos dentro del área propuesta. En el extremo oeste existen dos yacimientos denominados como “Altos de Gallegos” que flanquean las laderas del barranco en el punto donde se cruzan el antiguo camino de la Casa de Postas con la vereda pastoril llamada hoy “Camino de los Corrales de Palomero”. Otro yacimiento se encuentra, conocido como “Las Salinas”, también en altura, en el lado izquierdo del curso medio del valle, presentando una posición de dominio visual del entorno. Desde este lugar y procedente del mencionado “Camino de los Pañeros” desciende una empinada senda hacia el lugar donde se localiza el yacimiento prehistórico llamado “La Escombrera”, junto al manantial y mina de aguas mueras llamado “Mina Grande”, que abastecía la antigua explotación de “Salinas de Espartinas”. A partir de aquí se suceden: “Cuevas del Arroyo Salinas” a la derecha; el conjunto de balsas, en el lado izquierdo; el antiguo “Convento de las Salinas”, en la salida del valle y junto a la línea del ferrocarril; otros dos yacimientos, igualmente denominados como “Salinas” entre la ladera de los cerros y la línea de ferrocarril en dirección Madrid, a los que se suma la boca de la llamada “Mina Chica”, y, por último, completan el conjunto de yacimientos que se engloban en el área delimitada del Bien de Interés Cultural cuatro yacimientos más situados en zona de vega: Dos de ellos denominados como “Fuerbeijar”, otro como “San José” y un puente sobre el “Arroyo de Valdelachica”.

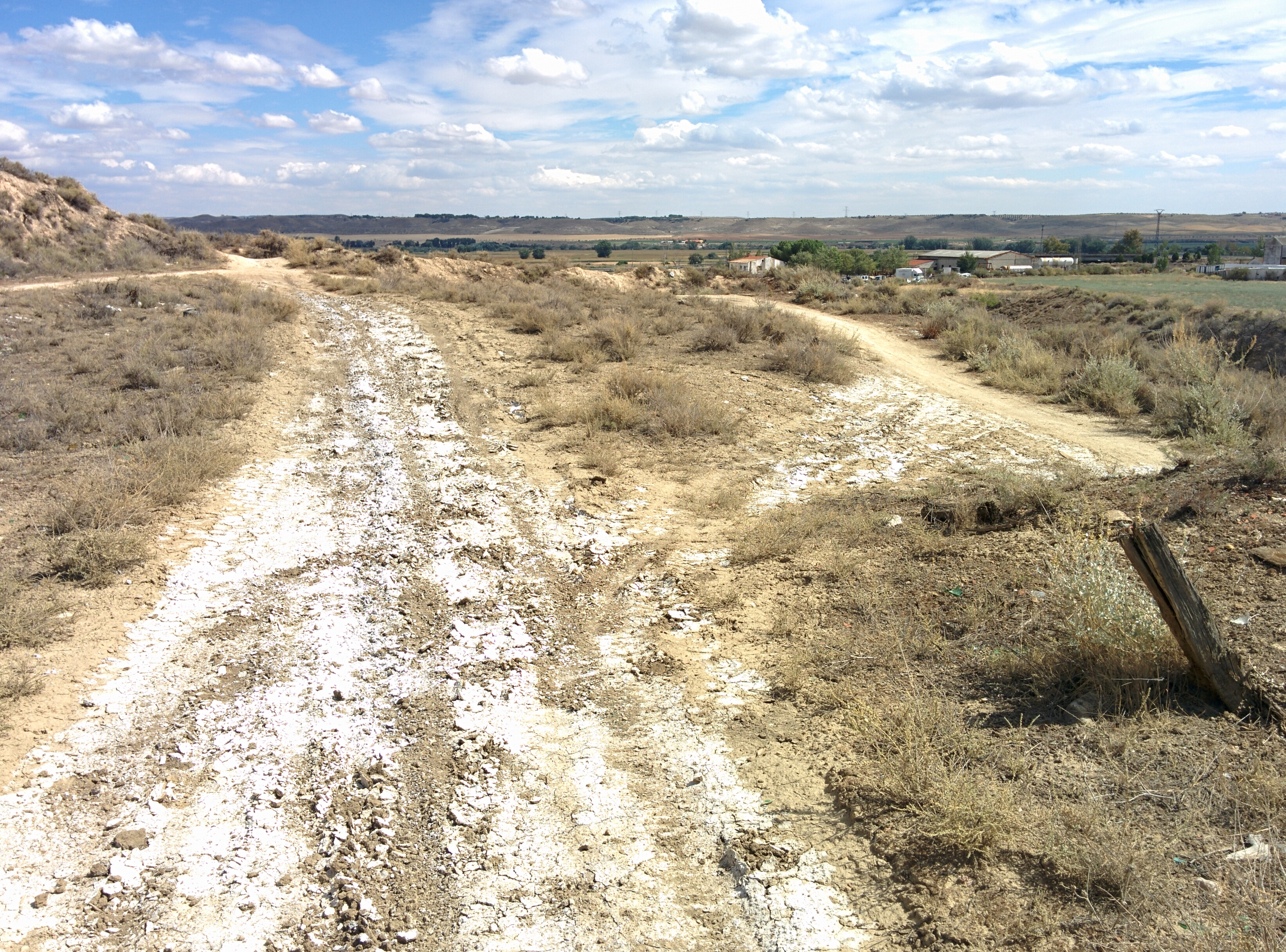
Camino

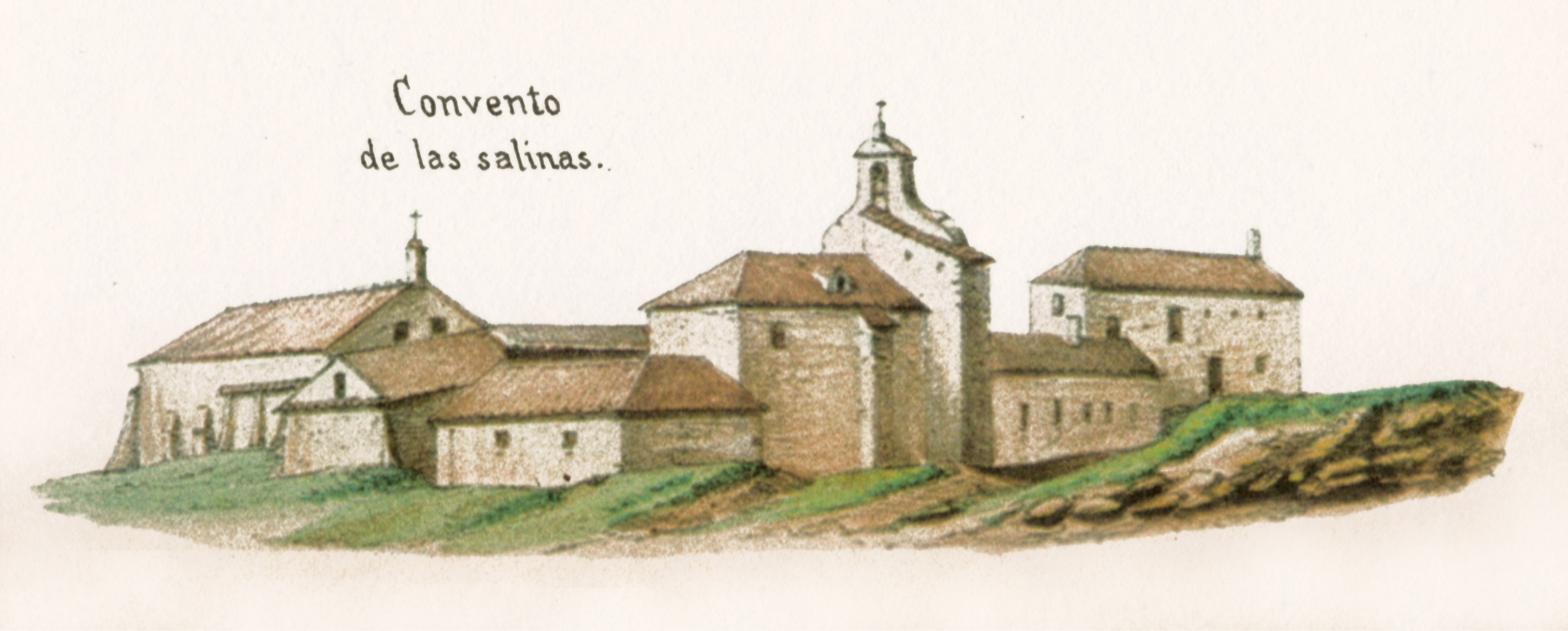
Vista de edificios en el lugar hacia mediados del

Este conjunto de yacimientos forman una unidad coherente relacionada con la explotación salinera, ya que esta se nutría tanto del agua salada de la mina, como de las aportaciones del arroyo que desciende desde la cabecera del barranco. Los yacimientos en altura, ejercieron un dominio visual del entorno y un control de los caminos de descenso a las salinas. Sucesivas campañas de prospección y excavación, realizadas entre 2001 y 2004 por la “Sociedad Española de Historia de la Arqueología”, permitieron establecer las secuencias del Registro Arqueológico a partir de finales del Neolítico, Calcolítico, Edad del Bronce, época romana y medieval, tanto cristiana como musulmana, hasta los años sesenta del siglo XX.
“La Escombrera” se sitúa en la parte superior de un montículo que aparece unido al escarpe yesífero por una plataforma de unos 60 metros de largo por 20 metros de ancho. Este conjunto es el resultado de una acumulación antrópica de materiales prehistóricos y que aparece horadada por un grupo de pequeñas cuevas de cronología muy diversa, algunas hundidas, y que muestran en sus paredes una estratigrafía de niveles terrosos y de yesos con cerámicas fragmentadas y cenizas, que confieren al suelo unas tonalidades ocres que contrastan con el fondo grisáceo predominante del paisaje. El manantial que surtía la explotación salinera fue captado en época histórica mediante una mina galería, identificada con el topónimo “Mina Grande”. La galería penetra profundamente en la series margosas y alimentaba las balsas de evaporación. Sus aguas contienen disueltos en grado próximo a la saturación cloruro sódico, sulfato sódico y sulfato sodicocálcico. El “Arroyo de las Salinas” ha labrado el barranco de Valdelachica en los materiales del mioceno medio madrileño. El fondo del valle está formado por aluviones, en los que encontramos, junto con los materiales meteorizados, otros resultantes de actividades humanas cuya evidencia más notoria son los restos cerámicos. Las laderas y las cumbres de los cerros aparecen también muy alteradas por la actividad humana desde época prehistórica.

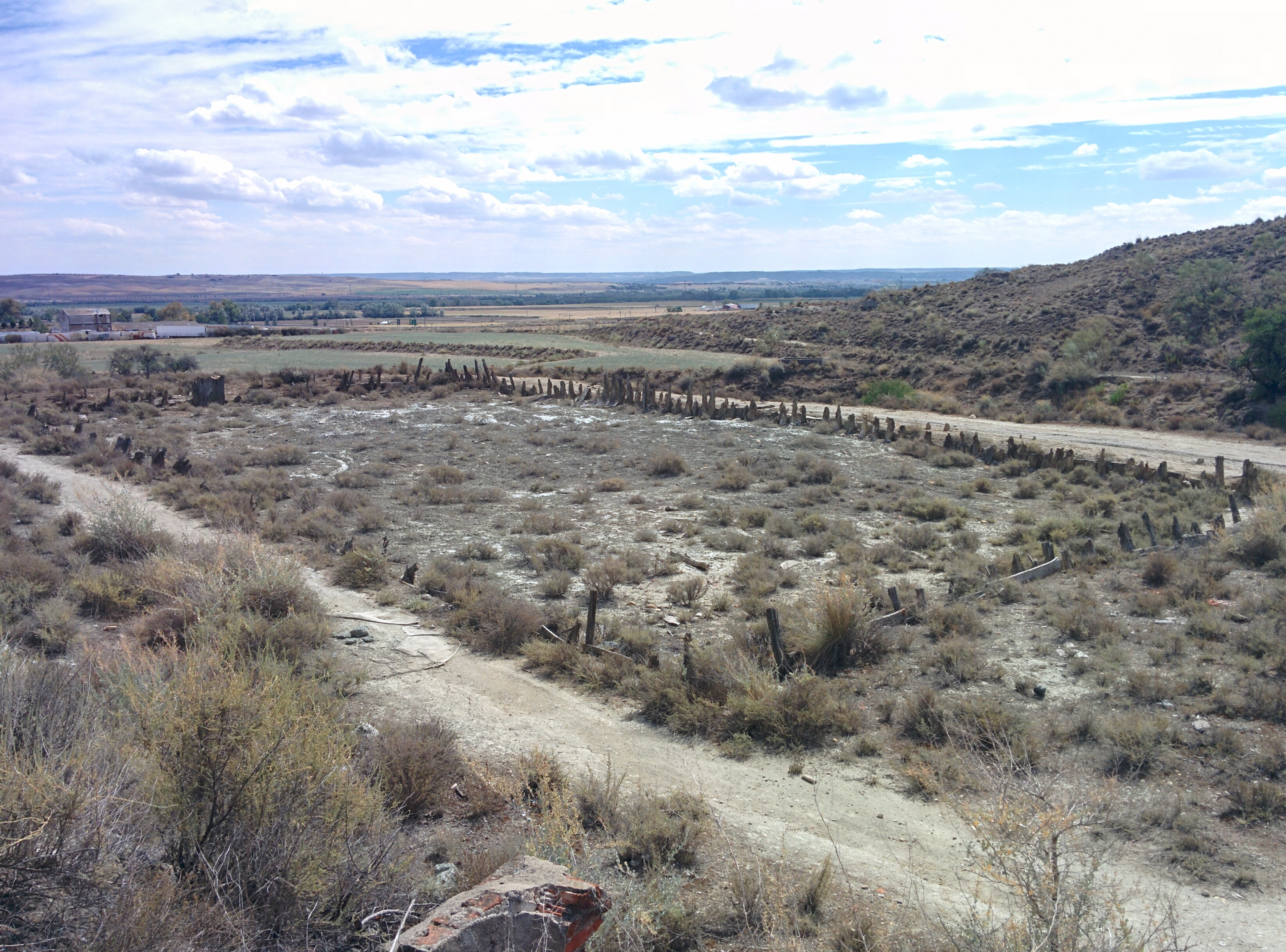
Salinas Espartinas

Del “Convento de San Juan de Espartinas”, ubicado en el tramo bajo del margen derecho del arroyo de las Salinas, no quedan prácticamente vestigios, merced a determinadas fuentes históricas se han logrado ubicar una serie de edificios entre los que se incluyen una iglesia, almacenes y casas para el resguardo de los trabajadores y las herramientas. En la actualidad, el lugar aparece ocupado por otras construcciones de uso diverso como vivienda, naves, etcétera.
La única balsa que se conserva íntegra en la actualidad es la conocida como “Balsa-calentador de San Miguel”. Las dimensiones de la balsa-calentador son más o menos regulares: consiste en un rectángulo, cuyos lados mayores norte y sur miden en la actualidad 32,60 y 32,26 metros, respectivamente. Los lados menores, orientados al este y al oeste, miden 16 y 14,40 metros cada uno. Se han documentado un total de 41 cuevas en el tramo bajo del arroyo de las Salinas. Estas cuevas se excavaron en ambas márgenes del arroyo, el cual ha ido labrando un barranco estrecho con paredes casi laterales de una altura aproximada de unos 4 metros. Las cuevas ubicadas en la margen izquierda han sufrido no solo la erosión producida por el arroyo, sino la presión del aterrazamiento de los espacios dedicados a la construcción de balsas, calentadores y recocederos, por lo que prácticamente han desaparecido. Por el contrario, las cuevas de la otra margen presentan un mejor estado de conservación, salvo materiales acumulados en la base debidos al arrastre ejercido por las aguas altas del arroyo, los desprendimientos de origen natural y la acción antrópica de sucesivas ocupaciones. Estas intervenciones humanas han modificado sustancialmente el uso originario sepulcral que motivó su excavación.

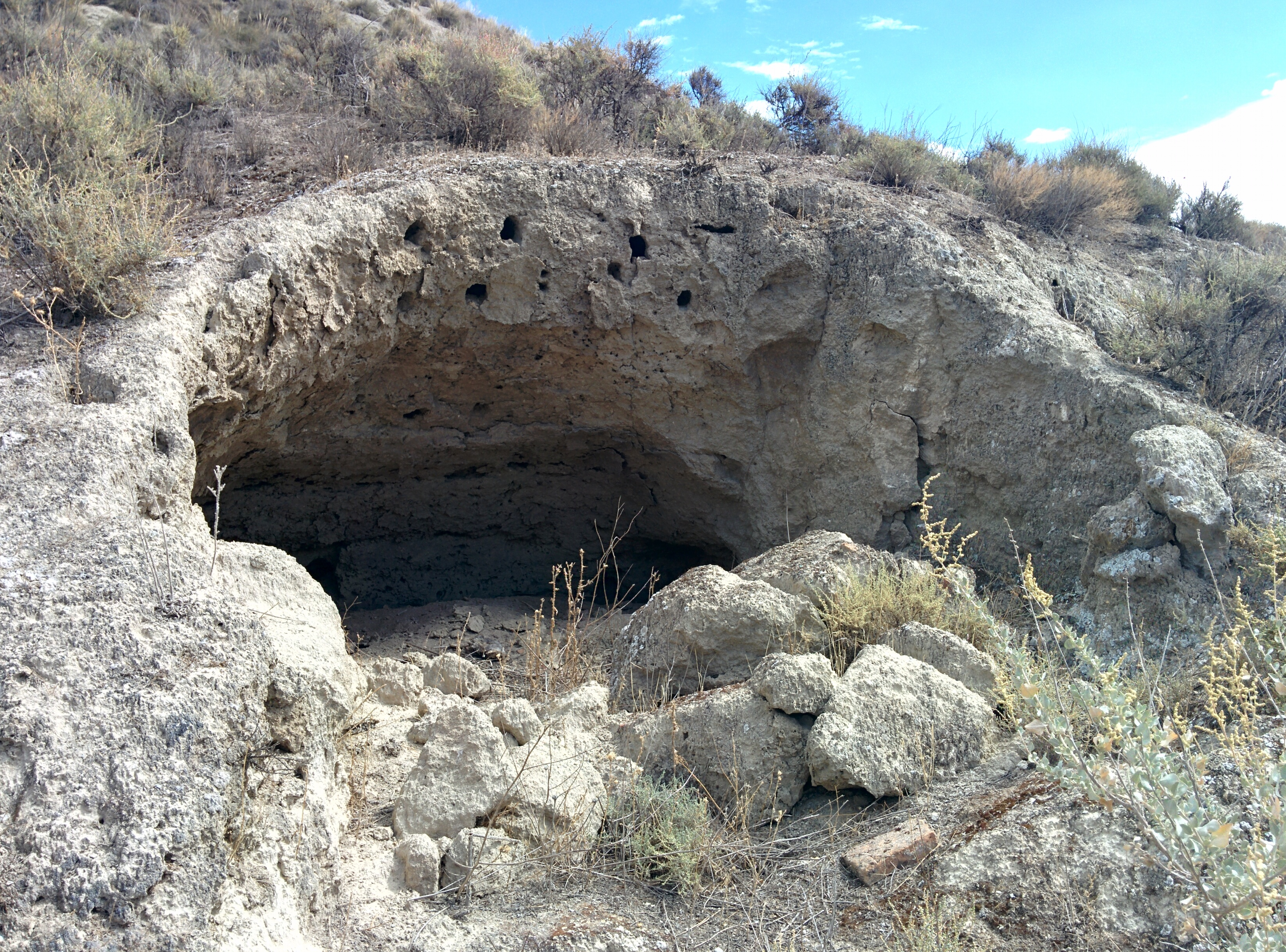
Detalle

Junto a estos hallazgos, que a día de hoy se consideran como los más destacados, hay que mencionar la presencia de un amplio conjunto de yacimientos que se estiman como asociados a los anteriores y, por tanto, relacionados con la explotación de la sal, abarcando un abanico cronológico desde la prehistoria hasta la actualidad.
De esta forma en cinco yacimientos más se documenta ocupación en época del Bronce, “Altos de Gallegos”, dos denominados como “Salinas”, “Fuerbeijar y San José”; otro se considera perteneciente al Hierro I, “San José”; a tres más se les atribuye una ocupación del Hierro II, dos denominados como “Fuerbeijar” y otro como “San José”; la ocupación romana estaría identificada en “Fuerbeijar”; la medieval en “Las Salinas”; a lo que sumamos un puente de época moderno/contemporánea.
El entorno cuenta con valor ecológico y comprende las zonas altas del conjunto, la cabecera del arroyo, así como un margen de protección en la zona de vega. El abandono de la explotación salinera propició el desarrollo de una vegetación que camufla superficialmente restos de balsas de evaporación antiguas, caminos, caceras y desviaciones de arroyada, trincheras y refugios de la pasada Guerra Civil y una gran cantidad de cuevas de época, de funciones aún no bien definidas, a lo largo de todo el valle.

## Estatus patrimonial

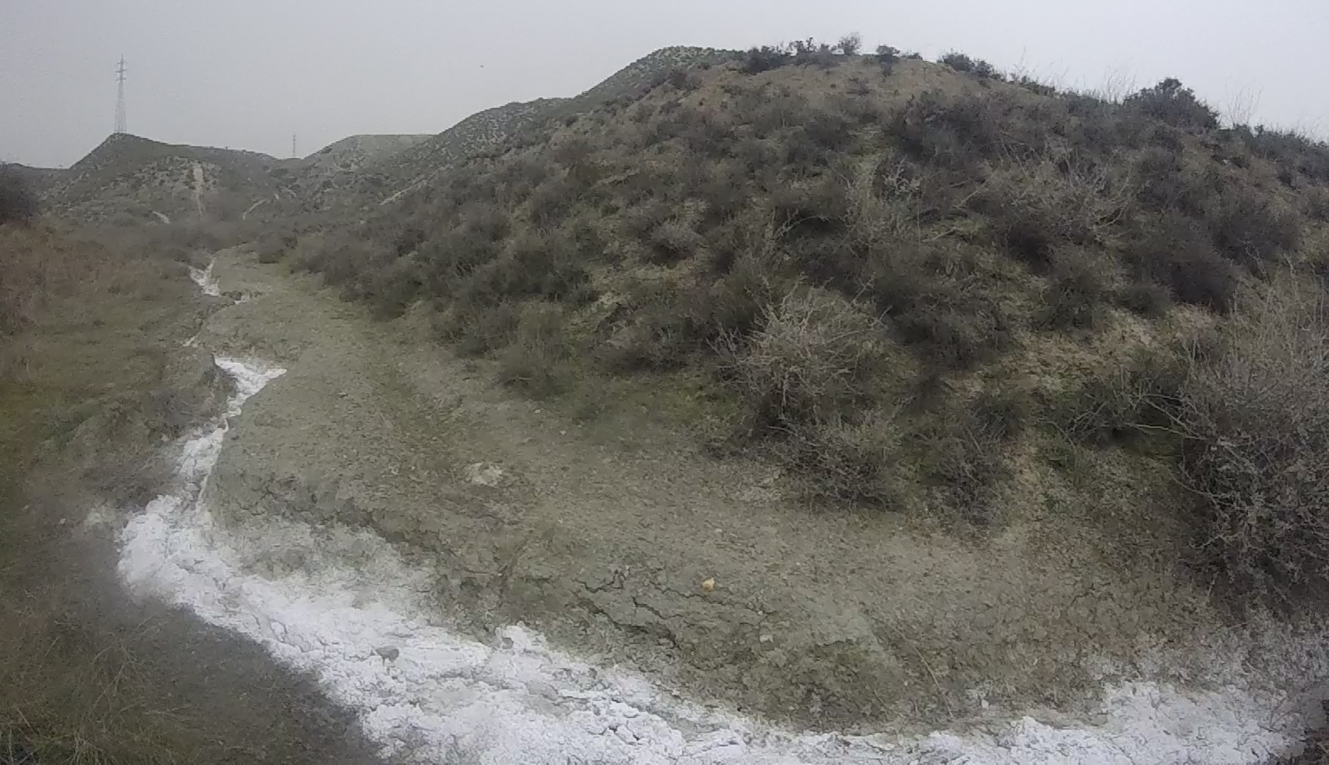
Vista de la zona

Fue declarada bien de interés cultural, en la categoría de zona arqueológica, el 18 de mayo de 2006, mediante un decreto publicado el día 24 de ese mismo mes en el Boletín Oficial de la Comunidad de Madrid, con la rúbrica de la entonces presidenta de la comunidad autónoma, Esperanza Aguirre, y del consejero de Cultura y Deportes, Santiago Fisas Ayxelà.